# The Ulkopolitist
 (août 2017).
The Ulkopolitist est un journal en ligne, traitant de politique étrangère, créé en avril 2011 à Helsinki en Finlande.

## Présentation
The Ulkopolitist est dirigé par huit jeunes chercheurs spécialisés en politique étrangère et internationale, ainsi qu’environ 80 contributeurs. Chaque semaine, le journal publie en ligne de deux à quatre nouveaux articles. L’ambition de The Ulkopolitist est de stimuler le débat en Finlande sur les questions de politique étrangère. 

## Comité de rédaction
Les membres permanents du comité de rédaction de The Ulkopolitist sont :
- Jussi Heinonkoski
- Mikko Patokallio
- Matti Pesu
- Christopher Rowley
- Juha Saarinen
- Timo R. Stewart
- Tomas Wallenius
- Elina Ylä-Mononen

## Contributeurs
En 2017, le journal a environ 80 contributeurs.
Aux débuts du journal, plusieurs auteurs publiaient sous un pseudonyme, mais depuis l’automne 2014, les publications sont toutes signées du nom des auteurs. 
The Ulkopolitist utilisait les pseudonymes d’une part pour protester et d’autre part pour mettre l’accent sur le contenu de la publication au lieu de l’identité de l’auteur. 
Après près de trois ans d’utilisation de pseudonymes, The Ulkopolitist a justifié leur abandon en plaidant la mise en valeur d’une plus grande diversité des voix et le renforcement du débat par l’établissement d’un lien plus fort entre les textes et les prises de position faites par leurs auteurs et d’autres médias.
Les auteurs suivants ont contribué au journal : Li Andersson,  Lasse Männistö , le professeur Hiski Haukkala, Lauri Kangasniemi, Eero Wahlstedt, Niklas Saxén, Otto Stenius (né Kivinen), Ilmari Käihkö, Antti Paronen, Susanna Hast, Kaisa Toroskainen, Niina Nykänen, Lauri Tainio, Aino Friman, Tuomas Salminen, Antti Kirkkala, Tom Henriksson, Alexandra Soininen ja Joni Karjalainen. 

## Entretiens
A côté des formes conventionnelles de publications (articles, commentaires, analyses d’expert), The Ulkopolitist réalise des entretiens de personnalités, par exemple avec Carl Haglund (RKP), le président de la République Martti Ahtisaari, Ville Niinistö (VIHR) ou Mikael Jungner (SDP). 

### Élections législatives de 2015
Au printemps 2015, The Ulkopolitist a interviewé les représentants des huit partis les plus importants du parlement au sujet de leur politique en matière de sécurité. Ont participé aux entretiens: Päivi Räsänen, Carl Haglund,  Paavo Arhinmäki, Ville Niinistö , Olli Rehn, Timo Soini , Erkki Tuomioja  et Alexander Stubb.

## Ulkopolitist dans les autres médias

### Kultaranta
Matti Pesu, auteur chez The Ulkopolitist, a participé en 2014 aux discussions organisées chaque année à Kultaranta, la résidence d’été du président de la République, sur des questions de politique étrangère. Elles étaient cette année-là tenues par le président en exercice, Sauli Niinistö. Matti Pesu fut ensuite interrogé dans l’émission A-Studio sur les discussions. 

### Aamulehti
Après les élections présidentielles de 2012, le quotidien Aamulehti publie une lettre ouverte de The Ulkopolitist destinée au président fraîchement élu, Sauli Niinistö. Dans leur lettre, les auteurs de The Ulkopolitist présentaient à Sauli Niinistö une liste des sujets les plus importants à traiter en matière de politique étrangère.

### Suomen Kuvalehti
Dans un article de mai 2012 publié dans le journal Suomen Kuvalehti, The Ulkopolitist a reproché au débat de politique étrangère en Finlande d’être, entre autres, trop fermé et trop consensuel et de vouer un culte vain aux experts. 
L’article exigeait que la situation soit rectifiée par le biais d’un débat plus actif au sein de la blogosphère. 
En matière de politique étrangère, le débat en ligne reste en Finlande cependant relativement limité, et c’est pourquoi il est, selon The Ulkopolitist, « encore trop tôt pour parler de blogosphère proprement dite ». 
Katri Pynnöniemi, chercheuse à l’Institut finlandais de Politique étrangère (en finnois : Ulkopoliittinen instituutti), a réagi dans un article en réponse à The Ulkopolitist, qualifiant la vision de The Ulkopolitist de trop simpliste et lui reprochant de faire de la blogosphère un « espace idéal(isé) de débat ». 
Un peu plus de six mois après la parution de l’article dans le Suomen Kuvalehti, la blogosphère finlandaise en matière de politique étrangère s’est affaiblie un peu plus encore, lorsque le professeur Hiski Haukkala a décidé de fermer son blog Suomen muuttuvat koordinaatit.